# Pratt & Miller
Pratt & Miller Engineering and Fabrication – amerykańska firma założona przez Gary Pratta i Jima Millera w 1989 roku z bazą w New Hudson. 
Od 1999 roku firma zajmuje się obsługą oficjalnego zespołu wyścigowego General Motors. Zespół wykorzystuje głównie wersje C5.R, C6.R oraz C7.R Chevroleta Corvette, skąd wywodzi się nazwa ekipy - Corvette Racing.
Obecnie zespół startuje w United SportsCar Championship oraz w 24-godzinnym wyścigu Le Mans. W przeszłości ekipa pojawiała się także w stawce American Le Mans Series, Rolex Sports Car Series, Grand-Am GT, Rolex 24 at Daytona oraz 12 Hours of Sebring.

## Sukcesy zespołu
- 24h Le Mans
  - GTS: 2001, 2002, 2004
  - GT1: 2005, 2006, 2009
  - GTE Pro i GTE Am: 2011 we współpracy z ekipą Larbre Compétition
  - GTE Am: 2012 (jako Larbre Compétition)

- American Le Mans Series
  - GTS: 2001, 2002, 2003 i 2004
  - GT1: 2005, 2006, 2007, 2008
  - GT: 2012, 2013